# Mihály Csikós (Radsportler)
Mihály Csikós (* 1933 in Budapest) ist ein ehemaliger ungarischer Radrennfahrer und nationaler Meister im Radsport.

## Sportliche Laufbahn
Csikós war Straßenradsportler. 1957 wurde er nationaler Meister im Straßenrennen über 100 Kilometer. In der Ungarn-Rundfahrt holte er einen Etappensieg. 1956 wurde er Vize-Meister im Einzelzeitfahren hinter Lajos Szabó. 1955 war er Dritter der Meisterschaft geworden.
1957 bestritt er die Internationale Friedensfahrt und kam auf den 63. Platz der Gesamtwertung. Er startete für den Verein MTK Budapest.